# Gare de Héming
La gare de Héming est une gare ferroviaire française de la ligne de Noisy-le-Sec à Strasbourg-Ville (dite ligne de Paris-Est à Strasbourg-Ville), située sur le territoire de la commune de Héming, dans le département de la Moselle, en région Grand Est.
Elle est fermée au service des voyageurs mais toujours ouverte au service du fret.

## Situation ferroviaire
Établie à 264 mètres d'altitude, la gare de Héming est située au point kilométrique (PK) 423,288 de la ligne de Noisy-le-Sec à Strasbourg-Ville entre les gares de Gondrexange (aujourd'hui fermée) et de Sarrebourg.
En Alsace-Moselle, les trains circulent à droite, héritage de l'annexion allemande, alors qu'ils circulent à gauche dans le reste de la France. Un saut-de-mouton, permettant de passer de gauche à droite et inversement, se trouve entre la gare de Héming et la gare de Sarrebourg, au point kilométrique (PK) 426,629 de la ligne de Noisy-le-Sec à Strasbourg-Ville.

## Histoire
La gare de Héming est mise en service le 12 août 1852 par la Compagnie du chemin de fer de Paris à Strasbourg lors de l'ouverture de la section de Nancy à Sarrebourg de la ligne Paris - Strasbourg.
Le 21 janvier 1854, la Compagnie des chemins de fer de l'Est succède à la Compagnie du chemin de fer de Paris à Strasbourg.
En 1871, la gare entre dans le réseau de la Direction générale impériale des chemins de fer d'Alsace-Lorraine (EL) à la suite de la défaite française lors de la guerre franco-allemande de 1870 (et le traité de Francfort qui s'ensuivit).
Une carte postale ancienne, datant de la période allemande, montre un bâtiment voyageurs de style néoclassique, caractéristique de la Compagnie du chemin de fer de Paris à Strasbourg. Celui-ci, désigné type 5 dans la nomenclature des Chemins de fer de l'Est, comporte un corps central à étage sous toiture à deux croupes encadré par deux ailes basses sous toiture à bâtière. Une petite marquise couvre le quai attenant au bâtiment.
Le 19 juin 1919, la gare entre dans le réseau de l'Administration des chemins de fer d'Alsace et de Lorraine (AL), à la suite de la victoire française lors de la Première Guerre mondiale. Puis, le 1er janvier 1938, cette administration d'État forme avec les autres grandes compagnies la SNCF, qui devient concessionnaire des installations ferroviaires de Héming. 
Une carte postale ancienne, datée de 1939, montre un bâtiment voyageurs différent de celui d'origine. La carte comporte le sous-titre « Héming (Moselle) - La nouvelle gare ».
Après l'annexion allemande de l'Alsace-Lorraine, c'est la Deutsche Reichsbahn qui gère la gare pendant la Seconde Guerre mondiale, du 1er juillet 1940 jusqu'à la Libération (en 1944 – 1945).
Le bâtiment voyageurs, détruit en 1944, est reconstruit au début des années 1960.
En 1962, la gare dispose de plusieurs voies de service et d'un quai militaire.
Au service d'été 1966, la gare est desservie quotidiennement par des trains omnibus de la relation Lunéville – Igney - Avricourt – Sarrebourg.
Au service d'été 1975, plus aucun train de voyageurs ne s'arrête en gare de Héming. Seule subsiste une desserte routière.

## Service des voyageurs
Gare fermée. La gare voyageurs la plus proche est celle de Sarrebourg.

## Service du fret
Cette gare est ouverte au service du fret pour les trains entiers. Elle dessert l’installation terminale embranchée (ITE) de la cimenterie de Héming.

## Patrimoine ferroviaire
L'ancien bâtiment voyageurs est reconverti en habitation privée.

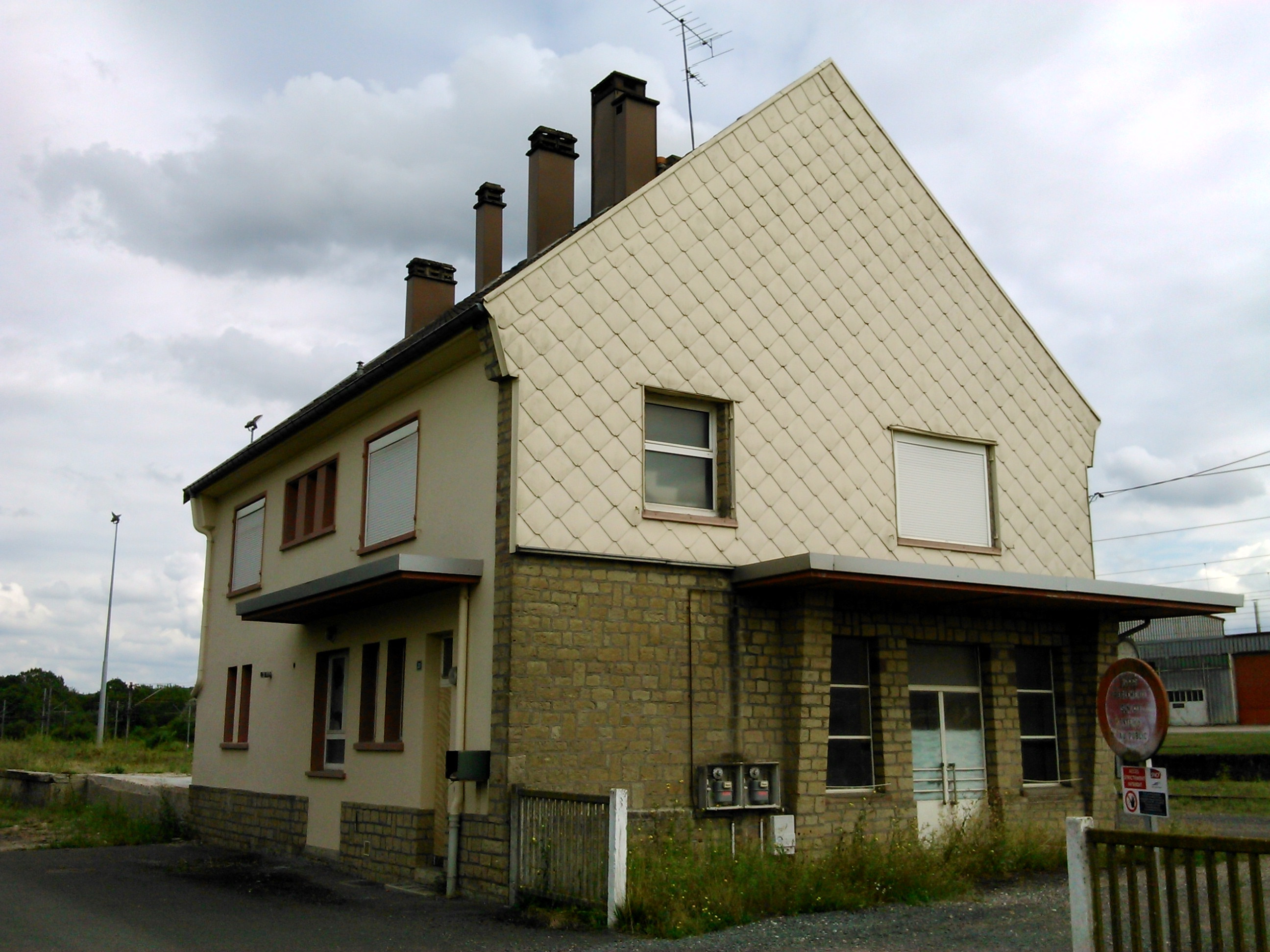
L'ancien bâtiment voyageurs.
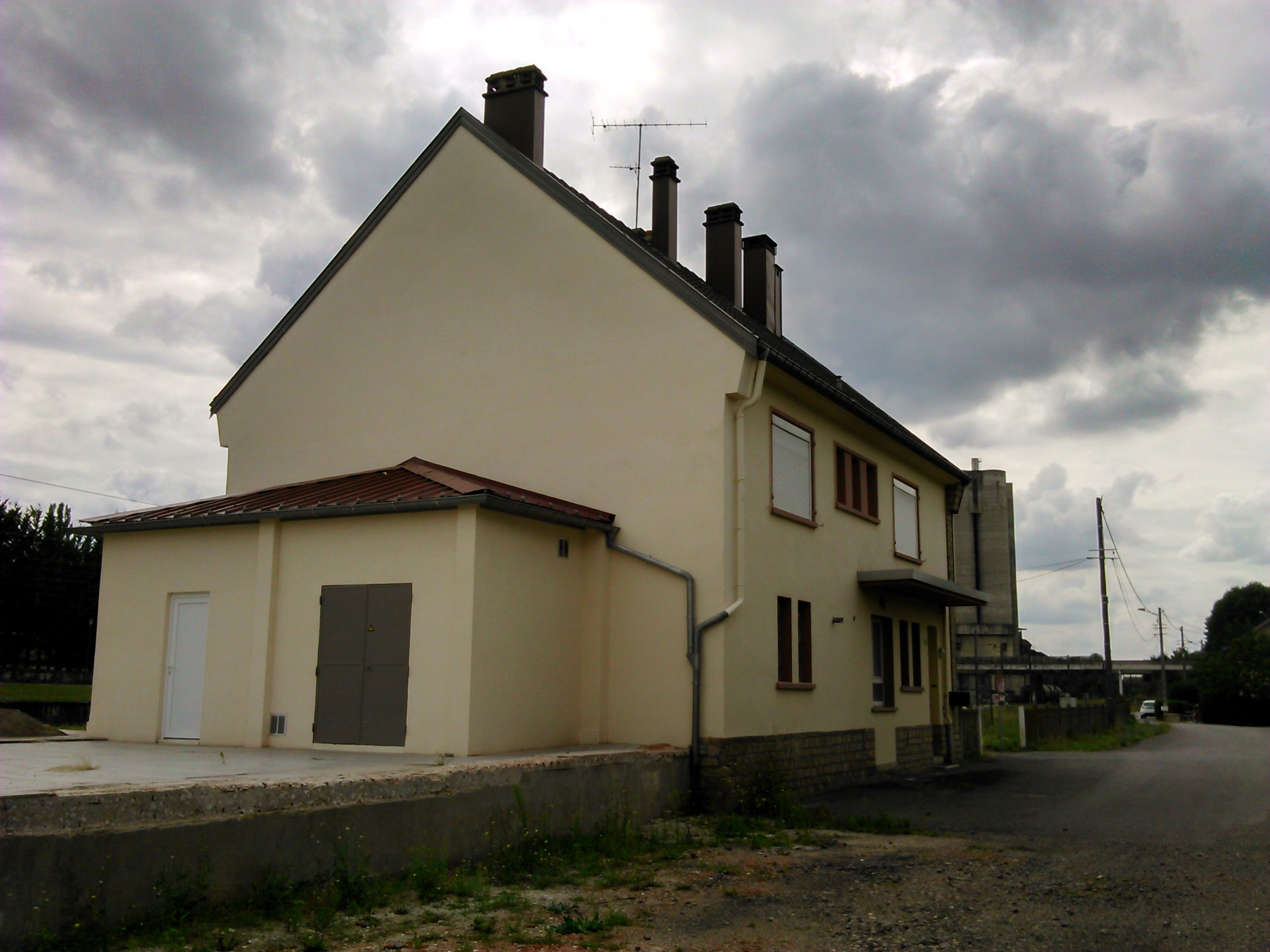
L'ancien bâtiment voyageurs et la cimenterie en arrière-plan.
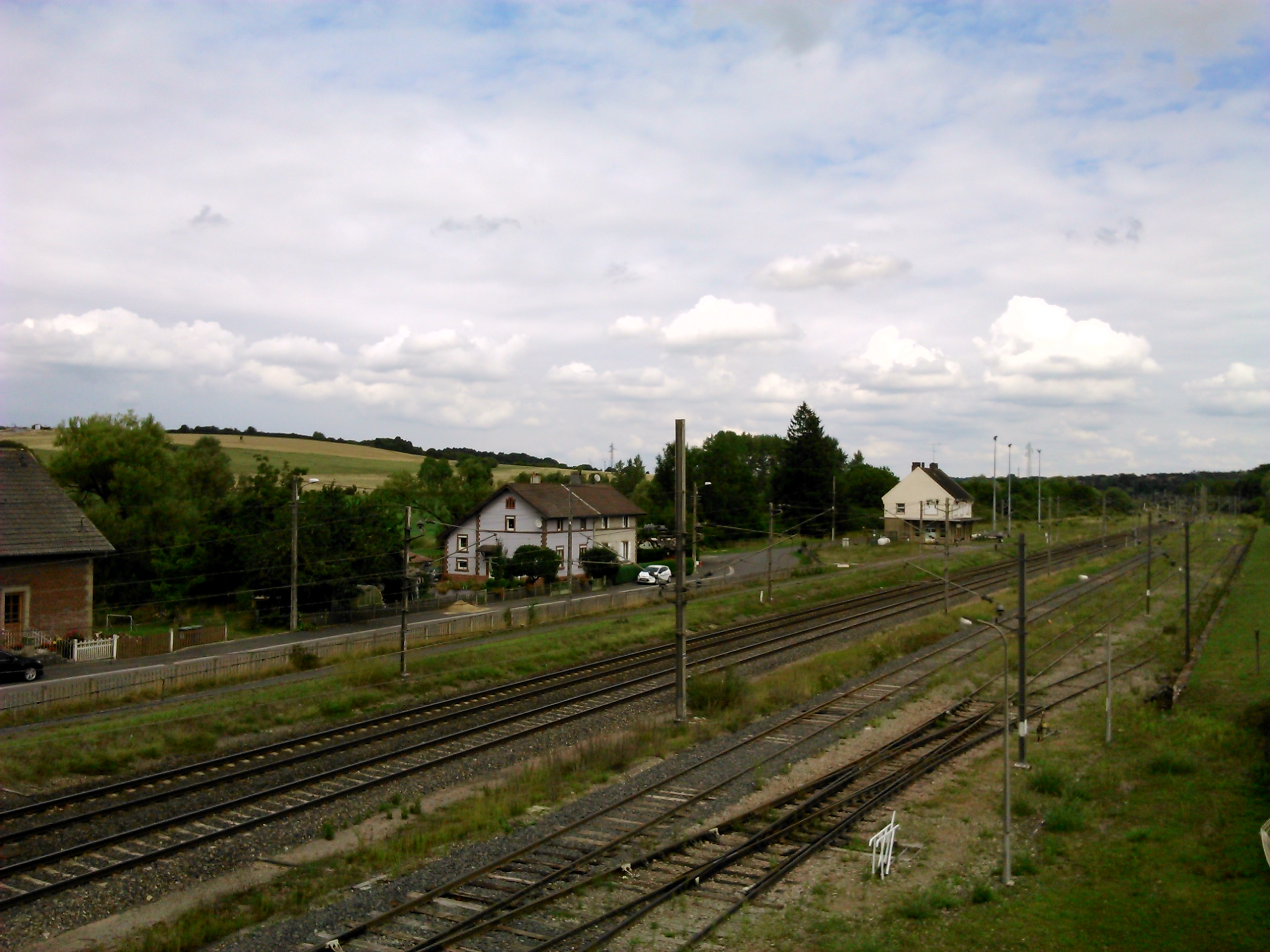
Vue sur les voies de la gare, direction Strasbourg.